# Nationale Sluitingsprijs
Il Nationale Sluitingsprijs (it.: Premio Nazionale di Chiusura) è una corsa in linea di ciclismo su strada maschile che si svolge annualmente ad ottobre a Putte, nel comune di Kapellen, in Belgio. Fece parte del calendario dell'UCI Europe Tour come evento di classe 1.1 fino al 2017.
È la gara di chiusura della stagione ciclistica su strada belga.

## Albo d'oro
Aggiornato all'edizione 2019
| Anno    | Vincitore               | Secondo               | Terzo                       |
| ------- | ----------------------- | --------------------- | --------------------------- |
| 1929    | Alexander Maes          | Armand Van Bruaene    | August Reyns                |
| 1930    | Georges Ronsse          | Godefried Devocht     | Louis Delannoy              |
| 1931    | Godfried De Vocht       | Jules Deschepper      | Odile Van Hevel             |
| 1932    | Leo De Rijck            | August Verdijck       | Cornelius Leemans           |
| 1933    | Leo De Rijck            | Louis Duerloo         | Jérôme France               |
| 1934    | Jozef Horemans          | Frans Dictus          | Louis Rolus                 |
| 1935    | Gustave Reyns           | Frans Dictus          | Louis Rolus                 |
| 1936    | Frans Dictus            | Michel D'Hooghe       | Albert Gijsen               |
| 1937    | Karel Kaers             | Stan Lauwers          | Louis Duerloo               |
| 1938    | Albert Gijsen           | Frans Binnemans       | Kemper Horemans             |
| 1939-42 | non disputato           |                       |                             |
| 1943    | Frans Hotag             | Martin Van Den Broeck | Pol Verschueren             |
| 1944    | non disputato           |                       |                             |
| 1945    | Theo Middelkamp         | Frans Knaepkens       | Bernard Francken            |
| 1946    | Victor Jacobs           | Jef Mertens           | Omer Mommerency             |
| 1947    | Albert Ramon            | Désiré Marien         | Emile Rogiers               |
| 1948    | Léon Daenekynt          | Joseph Van Staeyen    | Robert Minnaert             |
| 1949    | André Declerck          | René Janssens         | Omer Braeckeveldt           |
| 1950    | Arthur Mommerency       | Omer Braeckeveldt     | Juul Huvaere                |
| 1951    | René Janssens           | Henri Van Kerkhove    | Marcel Hendrickx            |
| 1952    | René Janssens           | Hilarie Couvreur      | Henri Van Kerkhove          |
| 1953    | Joseph Schils           | Frans Loyaerts        | Karel De Baere              |
| 1954    | Jean Bogaerts           | Jos De Feyter         | Joseph Wauters              |
| 1955    | Karel De Baere          | Pino Cerami           | Martin Van Geneugden        |
| 1956    | Roger Verplaetse        | Rik Van Looy          | André Vlayen                |
| 1957    | Roger Decock            | Maurice Meuleman      | Karel De Baere              |
| 1958    | Karel De Baere          | Joseph Schils         | Rik Van Looy                |
| 1959    | Joseph Planckaert       | Petrus Oellibrandt    | Jo de Haan                  |
| 1960    | Emile Daems             | Jean-Baptiste Claes   | Jan Zagers                  |
| 1961    | Piet Rentmeester        | Robert De Middeleir   | Louis Proost                |
| 1962    | Ludo Janssens           | Gustaaf Desmet        | Benoni Beheyt               |
| 1963    | Gustaaf Desmet          | Etienne Vercauteren   | Theo Mertens                |
| 1964    | Gustaaf Desmet          | Benoni Beheyt         | Jozef Verachtert            |
| 1965    | Frans Brands            | Noël Foré             | Armand Desmet               |
| 1966    | Henk Nijdam             | Gustaaf Desmet        | Roger De Wilde              |
| 1967    | Eddy Merckx             | Jos Boons             | René Corthout               |
| 1968    | Frans Brands            | Julien Stevens        | Jozef Huysmans              |
| 1969    | René Pijnen             | Willy De Geest        | Fernand Hermie              |
| 1970    | Daniel Van Ryckeghem    | Pieter Nassen         | Dani Verplancke             |
| 1971    | Roger Swerts            | Etienne Antheunis     | Gerben Karstens             |
| 1972    | Gustaaf Van Roosbroeck  | Eddy Merckx           | Walter Godefroot            |
| 1973    | Gustaaf Van Roosbroeck  | Dirk Baert            | Fernand Hermie              |
| 1974    | Frans Van Looy          | Pierre Tosi           | Cees Bal                    |
| 1975    | Johan van Katwijk       | Etienne Van Der Helst | Ludo Peeters                |
| 1976    | Herman Van Springel     | Frans Van Vlierberghe | Adrie Schipper              |
| 1977    | Frans Van Looy          | Eddy Verstraeten      | Willem Peeters              |
| 1978    | Jos Jacobs              | Hendrik Caethoven     | Danny Ameloot               |
| 1979    | Frans Van Looy          | Fedor den Hertog      | Willy Teirlinck             |
| 1980    | Patrick Lerno           | Dirk Heirweg          | Ronny Van Marcke            |
| 1981    | Jan Bogaert             | William Tackaert      | Luc Colyn                   |
| 1982    | Luc Colyn               | Alain Desaever        | Patrick Cocquyt             |
| 1983    | Adrie van der Poel      | Ludo De Keulenaer     | Leo van Vliet               |
| 1984    | Dirk Heirweg            | Ludo De Keulenaer     | Jean-Marie Wampers          |
| 1985    | Jean-Marie Wampers      | Eddy Van Hoff         | Eddy Vanhaerens             |
| 1986    | Adrie van der Poel      | René Martens          | Jaak Hanegraff              |
| 1987    | Adrie van der Poel      | Henri Mannaerts       | Gerrie Knetemann            |
| 1988    | Jerry Cooman            | Michel Cornelisse     | Hans Daams                  |
| 1989    | Benjamin Van Itterbeeck | Marnix Lameire        | Patrice Bar                 |
| 1990    | Ludo Giesberts          | Hendrik Redant        | Dirk Heirweg                |
| 1991    | Herman Frison           | Kees Hopmans          | Peter Spaenhoven            |
| 1992    | Paul Haghedooren        | Michel Cornelisse     | Nico Eeckhout               |
| 1993    | Wim Omloop              | Peter Spaenhoven      | Edwig Van Hooydonck         |
| 1994    | Maarten den Bakker      | Adri van der Poel     | Servais Knaven              |
| 1995    | Tom Steels              | Jelle Nijdam          | Marat Ganeev                |
| 1996    | Peter Spaenhoven        | Michael van der Wolf  | Robbie Van Daele            |
| 1997    | John Talen              | Geert Omloop          | Bart Heirewegh              |
| 1998    | Wilfried Peeters        | Andreas Beikirch      | Steven de Jongh             |
| 1999    | Dave Bruylandts         | Steven de Jongh       | Keon Beeckman               |
| 2000    | Steven de Jongh         | Aart Vierhouten       | Wilfried Peeters            |
| 2001    | Wesley Van Speybroeck   | Chritsoph Roodhooft   | Donatas Virbickas           |
| 2002    | Geert Omloop            | Roy Sentjens          | Gorik Gardeyn               |
| 2003    | Nick Nuyens             | Max van Heeswijk      | Remco van der Ven           |
| 2004    | Max van Heeswijk        | Steven de Jongh       | Hans Dekkers                |
| 2005    | Gert Steegmans          | Roger Hammond         | Rudi Kemna                  |
| 2006    | Gorik Gardeyn           | Benny De Schrooder    | Andy Cappelle               |
| 2007    | Floris Goesinnen        | Roy Sentjens          | Kristof Goddaert            |
| 2008    | Hans Dekkers            | Tom Boonen            | Tom Veelers                 |
| 2009    | Denis Flahaut           | Stefan van Dijk       | James Vanlandschoot         |
| 2010    | Adam Blythe             | Wouter Weylandt       | Stefan van Dijk             |
| 2011    | Jaŭhen Hutarovič        | Joeri Stallaert       | Wim Stroetinga              |
| 2012    | Wim Stroetinga          | Michaël Van Staeyen   | Stefan van Dijk             |
| 2013    | Jens Debusschere        | Timothy Dupont        | Reinardt Janse van Rensburg |
| 2014    | Jens Debusschere        | Tom Van Asbroeck      | Jonas Van Genechten         |
| 2015    | Nacer Bouhanni          | Tom Van Asbroeck      | Jens Debusschere            |
| 2016    | Roy Jans                | Timothy Dupont        | Moreno Hofland              |
| 2017    | Arvid de Kleijn         | Coen Vermeltfoort     | Timothy Dupont              |
| 2018    | Taco van der Hoorn      | Piotr Havik           | Cees Bol                    |
| 2019    | Piotr Havik             | Luke Mudgway          | Lionel Taminiaux            |